# Teratornis woodburnensis
A Teratornis woodburnensis a madarak (Aves) osztályának újvilági keselyűalakúak (Cathartiformes) rendjébe, ezen belül a fosszilis Teratornithidae családjába tartozó faj.

## Tudnivalók
A Teratornis woodburnensis volt az első faj, melyet a kaliforniai La Brea kátránytótól északra fedeztek fel. Ebből a töredékes maradványból egy felkarcsont (humerus), koponya darabok, csőr, szegycsont (sternum) és csigolyák kerültek elő. A csontokból ítélve, a madár szárnyfesztávolsága 4 méter lehetett. A kövületet az oregoni Woodburn melletti – ahonnan a fajneve is származik – Legion Parkban találták meg. A megtalált Teratornis woodburnensis-példány a késő pleisztocén idején élt, 10–12 ezer évvel ezelőtt. Abban a rétegben, amelyben megtalálták az ember jelenlétéről is van bizonyíték. A rétegben masztodonok (Mammut), óriáslajhár-félék, kondorok és medvefélék csontjai is jelen vannak.

## Fordítás
- Ez a szócikk részben vagy egészben  a   Teratornis című angol Wikipédia-szócikk ezen változatának fordításán alapul.  Az eredeti cikk szerkesztőit annak laptörténete sorolja fel. Ez a jelzés csupán a megfogalmazás eredetét és a szerzői jogokat jelzi, nem szolgál a cikkben szereplő információk forrásmegjelöléseként.